# 洛根 (新墨西哥州)
洛根（英語：Logan）是美国新墨西哥州奎伊县的一个村庄，2000年普查的人口为1,094人。